# Villar de Olalla
Villar de Olalla község Spanyolországban, Cuenca tartományban. Villar de Olalla Altarejos, Abia de la Obispalía, Huerta de la Obispalía, Cuenca, Arcas del Villar, Valdetórtola és Fresneda de Altarejos községekkel határos. Lakosainak száma 1512 fő (2024).

## Népesség
A település népessége az utóbbi években az alábbiak szerint változott:
| Lakosok száma | 953  | 1006 | 1061 | 1195 | 1228 | 1240 | 1234 | 1270 | 1313 | 1512 |
|               | 2001 | 2004 | 2006 | 2009 | 2011 | 2014 | 2016 | 2019 | 2021 | 2024 |